# Ben A. Finkelstein
Ben A. Finkelstein (* 28. Mai 1910 in Liepāja; † 3. Januar 1975 in Cleveland, Ohio) war ein schweizerisch-US-amerikanischer Psychiater.

## Leben
Ben Ami Finkelstein promovierte 1935 an der Universität Zürich mit einer Arbeit über die Weissfleckenkrankheit. Während des Zweiten Weltkriegs war er eine Zeitlang in einem Arbeitslager interniert. Danach arbeitete er in der psychiatrischen Anstalt Tarpeh, wo er den „Einfluss der Einwanderung auf den Charakter einer zum Wahnsinn neigenden Person“ anhand einer Shoah-Überlebenden aus Litauen erforschte; 1952 veröffentlichte er Resultate, die 2012 von Rakefet Zalashik für ideologische Auslassungen kritisiert wurden.
Finkelstein arbeitete u. a. am Eastern State Hospital in Lexington (Kentucky) und am Lima State Hospital in Lima (Ohio). In den 1970er Jahren wirkte Finkelstein an der Rosegg (Solothurn).
1957 veröffentlichte Finkelstein im Amsterdamer Verlag F. Van Rossen das Buch Psychologische Skizzen; danach veröffentlichte er zahlreiche Artikel in US-amerikanischen Fachzeitschriften, u. a. im Journal of the American Medical Association (1971 einen über den Selbstmord von Vincent van Gogh).
Finkelstein beschäftigt sich u. a. mit der Psychologie des Verbrechens.
An einem von Mieczyslaw Minkowski organisierten Vortragsabend berichtete Finkelstein im Rahmen der Gesellschaft für Neurologie und Psychiatrie über die „Psychologie von isolierten Gruppen“.
Finkelstein korrespondierte u. a. mit Albert Einstein und Hans Martin Sutermeister.

## Schriften
- Die Psychologie der isolierten Gruppen. In: Schweizerische Zeitschrift für Psychologie. 1948.
- Mental diseases in relation to Aliya. In: Harefua, 42, 124, 1952 (auf Hebräisch).